# NGC 1593
NGC 1593 في الفهرس العام الجديد، هي مجرة، تقع في كوكبة الثور (كوكبة). اكتشفت في 7 نوفمبر 1863 بواسطة ألبرت مارث.

## روابط خارجية
- NGC 1593 على موقع ويكي سكاي: DSS2, SDSS, GALEX, IRAS, Hydrogen α, X-Ray, Astrophoto, Sky Map, Articles and images